# Halve marathon van Egmond 1999
De halve marathon van Egmond 1999 vond plaats op zondag 10 januari 1999. Het was de 27e editie van deze halve marathon. De wedstrijd had dit jaar in totaal 9500 inschrijvingen, hetgeen 200 minder was dan het jaar ervoor.
De wedstrijd werd gewonnen door Greg van Hest en Irma Heeren. Voor beiden was dit hun eerste overwinning in Egmond aan Zee. Beiden verbeterden het parcoursrecord. Volgens de Assiociation of Road Racing Statisticians was het parcours dat jaar echter ongeveer 100 meter te kort.

## Uitslagen

### Mannen
| pos. | atleet              | land      | tijd    |
| ---- | ------------------- | --------- | ------- |
| 1    | Greg van Hest       | Nederland | 1:01.19 |
| 2    | Kamiel Maase        | Nederland | 1:02.10 |
| 3    | Marco Gielen        | Nederland | 1:02.23 |
| 4    | David Ngetich       | Kenia     | 1:02.49 |
| 5    | Eliud Kurgat        | Kenia     | 1:02.55 |
| 6    | Worku Bikila        | Ethiopië  | 1:02.58 |
| 7    | Aiduna Aitnafa      | Nederland | 1:03.28 |
| 8    | Luc Krotwaar        | Nederland | 1:03.43 |
| 9    | René Godlieb        | Nederland | 1:03.43 |
| 10   | Martin Lauret       | Nederland | 1:04.00 |
| 11   | Guy Fays            | België    | 1:04.17 |
| 12   | Fransua Woldemariam | Ethiopië  | 1:04.23 |
| 13   | Tadesse Woldemeskle | Ethiopië  | 1:04.57 |
| 14   | Oleg Otmakhov       | Rusland   | 1:05.06 |
| 15   | Aleksandr Kapitonov | Rusland   | 1:05.24 |
| 16   | Dmitriy Kapitonov   | Rusland   | 1:05.24 |
| 17   | Robert Smits        | Nederland | 1:05.33 |
| 18   | Jeroen van Damme    | Nederland | 1:05.37 |
| 19   | Germán Silva        | Mexico    | 1:05.40 |
| 20   | John Kiprono        | Kenia     | 1:05.40 |

### Vrouwen
| pos. | atlete               | land      | tijd    |
| ---- | -------------------- | --------- | ------- |
| 1    | Irma Heeren          | Nederland | 1:10.03 |
| 2    | Tegla Loroupe        | Kenia     | 1:10.27 |
| 3    | Susan Chepkemei      | Kenia     | 1:11.04 |
| 4    | Lornah Kiplagat      | Kenia     | 1:11.24 |
| 5    | Joyce Chepchumba     | Kenia     | 1:11.48 |
| 6    | Marleen Renders      | België    | 1:12.58 |
| 7    | Simona Staicu        | Roemenië  | 1:13.14 |
| 8    | Wilma van Onna       | Nederland | 1:14.11 |
| 9    | Nadezhda Ilyina      | Rusland   | 1:14.38 |
| 10   | Kristijna Loonen     | Nederland | 1:14.49 |
| 11   | Linda Milo           | België    | 1:15.18 |
| 12   | Vivian Ruijters      | Nederland | 1:16.46 |
| 13   | Erika Souverijn      | Nederland | 1:18.26 |
| 14   | Antje Strothmann     | Duitsland | 1:18.37 |
| 15   | Gabrielle Vijverberg | Nederland | 1:18.55 |
| 16   | Jolanda Homminga     | Nederland | 1:19.09 |
| 17   | Lucienne Groenendijk | Nederland | 1:19.23 |
| 18   | Miranda Boonstra     | Nederland | 1:19.31 |
| 19   | Jaqueline Rustidge   | Nederland | 1:19.32 |
| 20   | Rose Chirchir        | Kenia     | 1:21.28 |

1973 ·
1974 ·
1975 ·
1976 ·
1977 ·
1978 ·
1979 ·
1980 ·
1981 ·
1982 ·
1983 ·
1984 ·
1985 ·
1986 ·
1987 ·
1988 ·
1989 ·
1990 ·
1991 ·
1992 ·
1993 ·
1994 ·
1995 ·
1996 ·
1997 ·
1998 ·
1999 ·
2000 ·
2001 ·
2002 ·
2003 ·
2004 ·
2005 ·
2006 ·
2007 ·
2008 ·
2009 ·
2010 ·
2011 ·
2012 ·
2013 ·
2014 ·
2015 ·
2016 ·
2017 ·
2018 ·
2019 ·
2020 ·
2021 ·
2022 ·
2023 ·
2024 ·
2025